# Sierra Del Castillo De Laguarres
Sierra Del Castillo De Laguarres este o arie protejată (arie specială de conservare — SAC, sit de importanță comunitară — SCI) din Spania întinsă pe o suprafață de 3.687,08 ha, integral pe uscat.

## Localizare
Centrul sitului Sierra Del Castillo De Laguarres este situat la coordonatele 42°09′44″N 0°28′28″E / 42.1621°N 0.474419°E.

## Înființare
Situl Sierra Del Castillo De Laguarres a fost declarat sit de importanță comunitară în iulie 2000 pentru a proteja 1 specie de plante și 4 specii de animale. Situl a fost protejat și ca arie specială de conservare în februarie 2021.

## Biodiversitate
Situată în ecoregiunea mediteraneană, aria protejată conține 5 habitate naturale: Păduri iberice de Quercus faginea și Quercus canariensis, Pajiști cu Molinia pe soluri calcaroase, turboase sau argilos-nămoloase (Molinion caeruleae), Păduri de pin (sub-) mediteraneene cu pini negri endemici, Păduri de Quercus ilex și Quercus rotundifolia, Pante stâncoase calcaroase cu vegetație casmofită.
La baza desemnării sitului se află mai multe specii protejate:
- plante (1): Buxbaumia viridis
- mamifere (1): vidră de râu (Lutra lutra)
- nevertebrate (2): fluturele auriu (Euphydryas aurinia), rădașcă (Lucanus cervus)
- pești (1): Parachondrostoma miegii

Pe lângă speciile protejate, pe teritoriul sitului au mai fost identificate 1 specie de plante, 24 de specii de păsări, 2 specii de mamifere, 1 specie de pești.